# اچ‌ام‌اس ریسهورس (۱۹۰۰)
اچ‌ام‌اس ریسهورس (۱۹۰۰) (به انگلیسی: HMS Racehorse (1900)) یک کشتی بود. این کشتی در سال ۱۹۰۰ ساخته شد.